# 李怜惟
李怜惟（本名為全怜惟（韓語：전영유），1998年7月10日—），有些中文媒體會翻成李英幼，韓國女演員。
童星演員，前兒童團體7公主團員。曾為Woollim娛樂旗下藝人，但2017年離開改投入韓綜《偶像學校》。

## 演出作品

### 電視劇
- 2003年：SBS《男與女－離開俗世吧》
- 2003年：KBS《奇男怪女》飾演 多幼
- 2004年：SBS《陽光照耀下》飾演 吳藝康
- 2004年：OCN《小小天使》飾演 娜莉
- 2004年：MBC《12月的熱帶夜》飾演 閔智媛
- 2005年：SBS《不良主婦》飾演 丘松兒
- 2005年：KBS《愛情能再觸電嗎？》飾演 崔允娜
- 2006年：SBS《不良家族》飾演 白娜林
- 2007年：MBC《Best劇場－浪漫爸爸》
- 2008年：KBS《回來的大醬湯鍋》飾演 朴依琳
- 2008年：MBC《每天夜晚》飾演 許楚姬（童年）
- 2009年：SBS《自鳴鼓》飾演 自鳴公主（少年）
- 2009年：SBS《吞噬太陽》飾演 李秀賢（少年）
- 2010年：MBC《越看越可愛》飾演 韓宥娜
- 2013年：MBC《女王的教室》飾演 高娜莉
- 2013年：KBS《Drama Special－就是這種關係》
- 2016年：SBS《愛情來了》飾演 金雅瑩

### 電影
- 2007年：《香草》飾演 英蘭
- 2014年：《맨홀(Manhole)》飾演 松兒

### 放送
- 2004年 KBS 《李洪烈 朴珠美的餘裕滿滿》
- 2005年 MBC 《第23屆 MBC 創作童謠祭》－MC
- 2006年 《BOBOBO》
- 2007年 MBC 《BOBOBO》－MC
- 2008年 MBC 《無限挑戰 - 創作童謠祭》－審查委員
- 2015年 KBS2《青春烈車》
- 2016年 JTBC《嘻哈民族2》
- 2017年 MNET《偶像學校》

- 2017年7月13日Mnet音放節目《M Countdown》 EP532 （Special Stage）[1]
- 2018年《Two Yoo Project - Sugar Man》 以7公主成員身分演唱《Love Song》[註 2]。

### 配音
- 2009年 《動畫 冬季戀歌》飾演 희진

## 專輯活動

### 個人專輯
- 2008年 數位音源 《Lovely》[2]

### 團體專輯
- 2004年 COLOR RING BABY 7公主 - 1輯 《冬天... 春天, 夏天, 秋天》

### 音樂錄影帶
- 2013年 MBC 미니시리즈 《女王的教室》 OST 초록비(Green Rain) MV （页面存档备份，存于）

## 獲獎
- 2005年：SBS演技大賞－童星獎
- 2013年：MBC演技大賞－童星獎（女王的教室）